# 긴발톱쥐속
긴발톱쥐속(Chelemys)은 비단털쥐과 목화쥐아과에 속하는 설치류 속의 하나이다. 칠레 중부와 남부 그리고 아르헨티나에서 발견되는 3종으로 이루어져 있다.

## 하위 종
- 마젤란긴발톱쥐 (Chelemys delfini)
- 안데스긴발톱쥐 (Chelemys macronyx)
- 큰긴발톱쥐 (Chelemys megalonyx)